# Разіно (Полєський район)
Разіно (рос. Разино) — селище Полєського району, Калінінградської області Росії. Входить до складу Головкінського сільського поселення.
Населення —  54 особи (2015 рік). 

## Населення
| 2002 | 2010 |
| ---- | ---- |
| 100  | ↘54  |